# Kristina Šmigun-Vähi
Kristina Šmigun-Vähi (Tartu, Estonija, 23. veljače 1977.) je bivša i zasada najuspješnija estonska skijašica u disciplini skijaškog trčanja. Njezini roditelji Anatoli Šmigun i Rutt Rehemaa su poznati nordijski skijaši te joj je otac bio trener.
Na ZOI 2006. u Torinu, skijašica je najprije osvojila zlatnu medalju u disciplini 7,5 km + 7,5 km telemark čime je postala prva Estonka koja je osvojila medalju na Zimskim olimpijskim igrama. Četiri dana nakon toga osvojila je i svoju drugu zlatnu medalju na olimpijskom turniru i to u disciplini 10 km klasično.
Svoju treću olimpijsku medalju Kristina Šmigun-Vähi osvaja 2010. na ZOI u Vancouveru kada je bila srebrna u disciplini 10 km slobodnim stilom. 2. srpnja 2010. skijašica je prekinula svoju sportsku karijeru koju je započela 1994. S dvije zlatne i jednom srebrnom medaljom Kristina je jedna od najuspješnijih estonskih sportašica uopće (gledajući zimske i ljetne olimpijske igre).
Od ostalih većih rezultata tu su i ukupno šest osvojenih medalja na svjetskom prvenstvu u skijaškom trčanju.

## Olimpijske igre

### OI 2006. Torino
| Torino 2006. Finale - 7,5 km + 7,5 km telemark | Torino 2006. Finale - 7,5 km + 7,5 km telemark | Torino 2006. Finale - 7,5 km + 7,5 km telemark |
| RANG                                           | Natjecatelj                                    | Vrijeme                                        |
| ---------------------------------------------- | ---------------------------------------------- | ---------------------------------------------- |
|                                                | Kristina Šmigun-Vähi                           | 42:48.7                                        |
|                                                | Kateřina Neumannová                            | 42:50.6                                        |
|                                                | Jevgenija Medvedeva-Abruzova                   | 43:03.2                                        |

| Torino 2006. Finale - 10 km klasično | Torino 2006. Finale - 10 km klasično | Torino 2006. Finale - 10 km klasično |
| RANG                                 | Natjecatelj                          | Vrijeme                              |
| ------------------------------------ | ------------------------------------ | ------------------------------------ |
|                                      | Kristina Šmigun-Vähi                 | 27:51.4                              |
|                                      | Marit Bjørgen                        | 28:12.7                              |
|                                      | Hilde Gjermundshaug Pedersen         | 28:14.0                              |

### OI 2010. Vancouver
| Vancouver 2010. Finale - 10 km slobodno | Vancouver 2010. Finale - 10 km slobodno | Vancouver 2010. Finale - 10 km slobodno |
| RANG                                    | Natjecatelj                             | Vrijeme                                 |
| --------------------------------------- | --------------------------------------- | --------------------------------------- |
|                                         | Charlotte Kalla                         | 24:58.4                                 |
|                                         | Kristina Šmigun-Vähi                    | 25:05.0                                 |
|                                         | Marit Bjørgen                           | 25:14.3                                 |

## Privatni život
Kristina je od srpnja 2007. u braku s Kristjanom-Thorom Vähijem koji joj je duže vrijeme bio sportski menadžer. Zbog trudnoće je propustila sezonu 2007./08. kao i sljedeću sezonu 2008./09. Svoje drugo dijete dobila je u ožujku 2011. Prekidom svoje karijere usredotočila se na obitelj i djecu.

## Vanjske poveznice
- Profil skijašice na web stranici Svjetske skijaške federacije  Arhivirana inačica izvorne stranice od 27. ožujka 2010. (Wayback Machine)